# Gheorghe Plăcințeanu
Gheorghe Plăcințeanu (n. 13 august 1894, Dorohoi - d. 22 august 1982, București) a fost un medic chirug obstetrician, profesor universitar, reformator și întemeietor de spitale. A fost căsătorit cu compozitoarea Mansi Barberis. Este fratele mai mic al profesorului universitar Ion Plăcințeanu și tatăl regizoarei Sorana Coroamă-Stanca și al medicului ortoped Gheorghe (Ginel) Plăcințeanu.

## Biografie
Gheorghe Plăcințeanu s-a născut la Dorohoi în familia medicului veterinar Ioan Plăcințeanu. A urmat Liceul Gheorghe Roșca Codreanu din Bârlad și Liceul Național din Iași, și apoi a studiat la Facultatea de Medicină din Iași. A devenit doctor în medicină în 1920 la Universitatea din Iași. A fost asistent la Clinica Chirurgicală II a Universității din Iași din 01.03.1920, șef de lucrări din 1922, docent în Chirurgie obstetricală din 1928, conferențiar definitiv de Chirurgie obstetricală din 12.12.1938, profesor universitar definitiv din 1942 prin decretul nr. 54. În 17 decembrie 1948 în urma “comprimărilor” pierde postul de profesor universitar, deși a continuat să predea până la 31 ianuarie 1949.
În decursul carierei a lucrat în Clinica a II-a Chirurgie a Universității Iași, Maternitatea Chișinău, medic primar (1924), director și epitrop al Epitropiei Spitalelor „Sfântul Spiridon” din Iași, medic primar definitiv (1925) și din 1927 director Spitalul Beldiman Bârlad, din 1934 medic primar definitiv și director al Spitalului de Chirurgie al Asigurărilor Sociale. Din 1939 se ocupă de construirea noului Spital al Asigurărilor Sociale din Copou, devenit din 25 mai 1943 spital universitar și primind numele lui Nicolae Paulescu, Gh. Plăcinteanu fiind numit șeful Clinicii II Obstetrică-Ginecologie. Acest spital a fost redenumit ulterior, după instaurarea regimului comunist, cu numele primului conducător al RPR, medicul C.I. Parhon, nume pe care îl are și azi. După venirea rușilor în țară, a fost mutat la Spitalul Pașcanu și, din 1946, la Maternitatea Cuza-Vodă din Iași.
A participat la ambele războaie mondiale ca ofițer medic chirurg la spitale militare și a primit mai multe decorații.
În urma “comprimărilor” părăsește Iașul împreună cu soția sa Mansi Barberis. Lucrează mai întâi la secția chirurgicală Târgoviște și la spitalul de chirurgie Ploiești Nord, iar din 1951 ca șef al maternității Cantacuzino.
În perioada interbelică a făcut specializări în Germania, Franța și Austria, a făcut parte, ca membru titular, din Societatea Internațională de Chirurgie și Societatea Științelor Medicale, a condus lucrări de doctorat, a publicat numeroase studii.